# E-farsas
O E-farsas é um sítio eletrônico lançado em 1 de abril de 2002 (dia da mentira), pelo analista de sistemas Gilmar Lopes. Tem como objetivo desmentir boatos que circulam na internet. Um dos precursores do trabalho de fact checking no Brasil, o E-farsas desempenha o papel de jornalista, buscando fontes confiáveis, realizando análises de imagens e vídeos, tentando entrar em contato com os portais que reproduzem a notícia ou com os próprios personagens da história. O site é parceiro do R7, Uol e do Tribunal Superior Eleitoral. O site também colaborou com o programa Você é Curioso, da Rádio Bandeirantes e virou um programa de entrevistas no Justtv entre 2008 e 2010.
O criador do site, Gilmar, apresentou o quadro “Verdadeiro ou Farsa”, na Rádio Bandeirantes, onde ele respondia às dúvidas dos ouvintes em relação a alguma notícia que se espalhou na internet durante a semana.
Em 2013, o E-farsas foi o quarto melhor blog pela premiação Best Of The Blogs (BOBs) da Deutsche Welle. Ele ficou ao lado de blogs como Jovem Nerd e Astro.pt.
Em julho de 2019, Gilmar Lopes e o paleontólogo, youtuber e divulgador científico Pirula, estreiam  o quadro "Fake em Nóis" no canal MOV.show da produtora de vídeos MOV do portal UOL.
Em 1 de outubro de 2020, o Tribunal Superior Eleitoral (TSE) oficializou o E-farsas e mais oito agências de verificação de fatos como parte de uma coalizão para ajudar a checar informações nas eleições do Brasil de 2020. O projeto faz parte do Programa de Enfrentamento à Desinformação. As notícias investigadas serão publicadas na página "Fato ou Boato", no Portal da Justiça Eleitoral. A parceria foi renovada em 2022, sendo agora permanente. Em paralelo, também foi firmado uma parceria com redes sociais para divulgar fatos verídicos sobre o processo eleitoral.
No dia 19 de março de 2024, é lançado o primeiro livro sobre histórias falsas, sob o selo do E-farsas pela Editora Matrix. Em Caçador de Mentiras, Gilmar Lopes investiga a verdade sobre dezenas de histórias motivacionais e suas origens.